# Bartłomiej Bonk
Bartłomiej Wojciech Bonk, né le 11 octobre 1984 est un haltérophile polonais.

## Palmarès

### Jeux olympiques
- JO de 2012 à Londres
  -  Médaille d'argent, en moins de 105 kg[1].
- JO de 2008 à Pékin
  - non classé, en moins de 94 kg.

### Championnats du monde
- 2013 à Wrocław
  -  en moins de 105 kg.
- 2011 à Paris
  - 5e en moins de 105 kg.
- 2010 à Antalya
  - 4e en moins de 105 kg.
- 2009 à Goyang
  - 10e en moins de 94 kg.
- 2007 à Chiang Mai
  - 8e en moins de 94 kg.
- 2006 à Santo Domingo
  - 11e en moins de 94 kg.
- 2002 à Varsovie
  - 11e en moins de 94 kg.

### Championnats d'Europe
- 2015 à Tbilissi
  -  Médaille d'or en moins de 105 kg.
- 2011 à Kazan
  -  Médaille de bronze en moins de 105 kg.
- 2006 à Władysławowo
  - 4e en moins de 94 kg.
- 2004 à Kiev
  - 7e en moins de 94 kg.